# Svenska Högarna
Svenska Högarna ist eine schwedische Inselgruppe im Blidö socken in der Norrtälje kommun im Stockholmer Schärengarten in Stockholms län.

## Geschichte
Die Inselgruppe ist der nordöstlichste Punkt im Stockholmer Schärengarten. Sie liegt etwa 18 nautische Meilen östlich von der Nordspitze von Möja entfernt. Svenska Högarna sind die abgelegensten bewohnten Insel des Landes. Es gibt keine regelmäßige Bootsverbindungen zu den Inseln.
Die größte Insel der Gruppe ist Storön. Dort steht seit 1874 der Leuchtturm Svenska Högarna fyr.
Svenska Högarna wurde in Schriften des Julita-Klosters in Södermanland bereits 1488 erwähnt. Die Insel Storön hatte einen Fischerhafen, wo Mönche gegen Salzheringe den Ablass erteilten. Es gab eine Kapelle mit einem heute noch erhaltenen Friedhof. Nördlich des Friedhofs liegen Felslabyrinthe, die sogenannten Troja-Schlösser.
In den 1700er Jahren wurde ein königliches Dekret erlassen, mit dem die Dorfbewohner von Kudoxa und Rödlöga als Lotsen für Svenska Högarna bestellt wurden. Die erste Dauerlotsenstation wurde 1793 eingerichtet. In den 1870er Jahren übernahm der Staat durch Enteignung die Inselgruppe.

## Naturschutzgebiet
Svenska Högarna ist ein Naturschutzgebiet im Rahmen des Natura 2000-Programmes und hat eine interessante meeresbiologische Fauna. Die Inseln ziehen viele Zugvögel an, darunter Trottellummen. Charakteristisch für die Inseln sind schroffen Klippen und niedrig kriechender Wacholder. Auf Storön gibt es zwei Gletschertöpfe, die die Hosen von Jättegubben und Trollgubben genannt werden.

## Bewohner
2005 lebten vier Menschen auf der Insel. Diese arbeiten für das Naturvårdsverket und die Skärgårdsstiftelsen, zudem betreibt SMHI (Sveriges meteorologiska och hydrologiska institut) eine Wetterstation auf der Insel.